# Swiss Indoors 2001 - Qualificazioni singolare
Le qualificazioni del singolare allo Swiss Indoors 2001 sono state un torneo di tennis preliminare per accedere alla fase finale della manifestazione. I vincitori dell'ultimo turno sono entrati di diritto nel tabellone principale. In caso di ritiro di uno o più giocatori aventi diritto a questi sono subentrati i lucky loser, ossia i giocatori che hanno perso nell'ultimo turno ma che avevano una classifica più alta rispetto agli altri partecipanti che avevano comunque perso nel turno finale.
Le qualificazioni del torneo Swiss Indoors 2001 prevedevano 32 partecipanti di cui 4 sono entrati nel tabellone principale.

## Teste di serie
1. Nikolaj Davydenko (ultimo turno)
2. Adrian Voinea (primo turno)
3. Ivo Heuberger (secondo turno)
4. Cyril Saulnier (primo turno)

1. Christian Vinck (primo turno)
2. Paul-Henri Mathieu (secondo turno)
3. Juan-Albert Viloca-Puig (secondo turno)
4. Renzo Furlan (primo turno)

## Qualificati
1. Stéphane Huet
2. Leoš Friedl

1. Nenad Zimonjić
2. Nicolas Thomann

## Tabellone

### Legenda
| - Q = Qualificato - WC = Wild card - LL = Lucky loser | - ALT = Alternate - SE = Special Exempt - PR = Protected Ranking | - w/o = Walkover - r = Ritirato - d = Squalificato |

### Sezione 1
|  | Primo turno     | Primo turno             | Primo turno             | Primo turno | Primo turno |  |  | Secondo turno | Secondo turno           | Secondo turno           | Secondo turno | Secondo turno |   |   | Ultimo turno | Ultimo turno      | Ultimo turno | Ultimo turno | Ultimo turno |  |
|  |                 |                         |                         |             |             |  |  |               |                         |                         |               |               |   |   |              |                   |              |              |              |  |
|  | 1               | Nikolaj Davydenko       | 2                       | 6           | 6           |  |  |               |                         |                         |               |               |   |   |              |                   |              |              |              |  |
|  |                 | Michael Berrer          | 6                       | 1           | 1           |  |  | 1             | Nikolaj Davydenko       | Nikolaj Davydenko       | 6             | 6             |   |   |              |                   |              |              |              |  |
|  | Markus Hantschk | Markus Hantschk         | 68                      | 6           | 7           |  |  |               | Markus Hantschk         | Markus Hantschk         | 3             | 4             |   |   |              |                   |              |              |              |  |
|  | Daniel Nestor   | Daniel Nestor           | 7                       | 3           | 64          |  |  |               |                         |                         |               |               |   |   | 1            | Nikolaj Davydenko | 6            | 65           | 63           |  |
|  | Stéphane Huet   | Stéphane Huet           | Stéphane Huet           | 6           | 6           |  |  |               |                         |                         | Stéphane Huet | 4             | 7 | 7 |              |                   |              |              |              |  |
|  | Stéphane Bohli  | Stéphane Bohli          | Stéphane Bohli          | 4           | 4           |  |  |               | Stéphane Huet           | Stéphane Huet           | 7             | 6             |   |   |              |                   |              |              |              |  |
|  | 7               | Juan-Albert Viloca-Puig | Juan-Albert Viloca-Puig | 6           | 6           |  |  | 7             | Juan-Albert Viloca-Puig | Juan-Albert Viloca-Puig | 65            | 2             |   |   |              |                   |              |              |              |  |
|  |                 | Pavel Šnobel            | Pavel Šnobel            | 2           | 3           |  |  |               |                         |                         |               |               |   |   |              |                   |              |              |              |  |

### Sezione 2
|  | Primo turno         | Primo turno         | Primo turno         | Primo turno | Primo turno |  |  | Secondo turno | Secondo turno       | Secondo turno       | Secondo turno       | Secondo turno       |   |   | Ultimo turno | Ultimo turno | Ultimo turno | Ultimo turno | Ultimo turno |  |
|  |                     |                     |                     |             |             |  |  |               |                     |                     |                     |                     |   |   |              |              |              |              |              |  |
|  |                     | Tomáš Cakl          | 3                   | 6           | 6           |  |  |               |                     |                     |                     |                     |   |   |              |              |              |              |              |  |
|  | 2                   | Adrian Voinea       | 6                   | 3           | 4           |  |  | Tomáš Cakl    | Tomáš Cakl          | Tomáš Cakl          | 63                  | 4                   |   |   |              |              |              |              |              |  |
|  | Leoš Friedl         | Leoš Friedl         | Leoš Friedl         | 6           | 6           |  |  | Leoš Friedl   | Leoš Friedl         | Leoš Friedl         | 7                   | 6                   |   |   |              |              |              |              |              |  |
|  | Matthieu Amgwerd    | Matthieu Amgwerd    | Matthieu Amgwerd    | 1           | 3           |  |  |               |                     |                     |                     |                     |   |   | Leoš Friedl  | Leoš Friedl  | Leoš Friedl  | 6            | 6            |  |
|  | Stefano Pescosolido | Stefano Pescosolido | Stefano Pescosolido | 7           | 6           |  |  |               |                     | Stefano Pescosolido | Stefano Pescosolido | Stefano Pescosolido | 1 | 2 |              |              |              |              |              |  |
|  | Frank Moser         | Frank Moser         | Frank Moser         | 610         | 3           |  |  |               | Stefano Pescosolido | Stefano Pescosolido | 6                   | 6                   |   |   |              |              |              |              |              |  |
|  | 6                   | Paul-Henri Mathieu  | Paul-Henri Mathieu  | 6           | 7           |  |  | 6             | Paul-Henri Mathieu  | Paul-Henri Mathieu  | 4                   | 3                   |   |   |              |              |              |              |              |  |
|  |                     | Uros Vico           | Uros Vico           | 2           | 63          |  |  |               |                     |                     |                     |                     |   |   |              |              |              |              |              |  |

### Sezione 3
|  | Primo turno             | Primo turno             | Primo turno             | Primo turno | Primo turno |  |  | Secondo turno  | Secondo turno      | Secondo turno  | Secondo turno  | Secondo turno |   |   | Ultimo turno       | Ultimo turno       | Ultimo turno | Ultimo turno | Ultimo turno |  |
|  |                         |                         |                         |             |             |  |  |                |                    |                |                |               |   |   |                    |                    |              |              |              |  |
|  | 3                       | Ivo Heuberger           | Ivo Heuberger           | 6           | 6           |  |  |                |                    |                |                |               |   |   |                    |                    |              |              |              |  |
|  |                         | Jean-Claude Scherrer    | Jean-Claude Scherrer    | 4           | 4           |  |  | 3              | Ivo Heuberger      | 6              | 5              | 3             |   |   |                    |                    |              |              |              |  |
|  | Giorgio Galimberti      | Giorgio Galimberti      | Giorgio Galimberti      | 6           | 6           |  |  |                | Giorgio Galimberti | 4              | 7              | 6             |   |   |                    |                    |              |              |              |  |
|  | Michael Lammer          | Michael Lammer          | Michael Lammer          | 3           | 4           |  |  |                |                    |                |                |               |   |   | Giorgio Galimberti | Giorgio Galimberti | 3            | 7            | 2            |  |
|  | Lionel Roux             | Lionel Roux             | Lionel Roux             | 6           | 6           |  |  |                |                    | Nenad Zimonjić | Nenad Zimonjić | 6             | 5 | 6 |                    |                    |              |              |              |  |
|  | Christian Dillschneider | Christian Dillschneider | Christian Dillschneider | 4           | 2           |  |  | Lionel Roux    | Lionel Roux        | Lionel Roux    | 4              | 3             |   |   |                    |                    |              |              |              |  |
|  |                         | Nenad Zimonjić          | 6                       | 65          | 7           |  |  | Nenad Zimonjić | Nenad Zimonjić     | Nenad Zimonjić | 6              | 6             |   |   |                    |                    |              |              |              |  |
|  | 8                       | Renzo Furlan            | 3                       | 7           | 63          |  |  |                |                    |                |                |               |   |   |                    |                    |              |              |              |  |

### Sezione 4
|  | Primo turno     | Primo turno     | Primo turno     | Primo turno | Primo turno |  |  | Secondo turno   | Secondo turno   | Secondo turno   | Secondo turno   | Secondo turno |   |   | Ultimo turno    | Ultimo turno    | Ultimo turno | Ultimo turno | Ultimo turno |  |
|  |                 |                 |                 |             |             |  |  |                 |                 |                 |                 |               |   |   |                 |                 |              |              |              |  |
|  |                 | Nicolas Thomann | Nicolas Thomann | 6           | 7           |  |  |                 |                 |                 |                 |               |   |   |                 |                 |              |              |              |  |
|  | 4               | Cyril Saulnier  | Cyril Saulnier  | 4           | 6(0)        |  |  | Nicolas Thomann | Nicolas Thomann | Nicolas Thomann | 6               | 6             |   |   |                 |                 |              |              |              |  |
|  | Mario Radić     | Mario Radić     | 6               | 7           | 6           |  |  | Mario Radić     | Mario Radić     | Mario Radić     | 0               | 4             |   |   |                 |                 |              |              |              |  |
|  | Roman Valent    | Roman Valent    | 7               | 64          | 1           |  |  |                 |                 |                 |                 |               |   |   | Nicolas Thomann | Nicolas Thomann | 6            | 3            | 6            |  |
|  | Gilles Elseneer | Gilles Elseneer | 3               | 6           | 6           |  |  |                 |                 | Gilles Elseneer | Gilles Elseneer | 3             | 6 | 3 |                 |                 |              |              |              |  |
|  | Gabriel Trifu   | Gabriel Trifu   | 6               | 4           | 1           |  |  | Gilles Elseneer | Gilles Elseneer | Gilles Elseneer | 6               | 6             |   |   |                 |                 |              |              |              |  |
|  |                 | Nicolas Mahut   | Nicolas Mahut   | 6           | 7           |  |  | Nicolas Mahut   | Nicolas Mahut   | Nicolas Mahut   | 4               | 0             |   |   |                 |                 |              |              |              |  |
|  | 5               | Christian Vinck | Christian Vinck | 3           | 64          |  |  |                 |                 |                 |                 |               |   |   |                 |                 |              |              |              |  |